# Шешки
Шешки, Шешачки (біл. Шэшкі, біл. Шэшачкі) — у білоруській міфології демони, які відзначаються свободою, безтурботністю та дитячою пустотливістю. Через те, що вони однакового розміру з котом, отримали лагідну назву «шешачки».

## Опис
Спритні та верткі шешачки могли б легко стати чудовими чортам-спокусниками, які доводять людину до великого гріха, але так й не стали через власну легковажність. Справжні чорти дивляться на них з презирством та навіть відмовляються від їхньої ненадійної допомоги. Шешачки підкуповують людину своєю грайливістю, лагідним залицянням та пустотливістю. Вони схильні до дрібного шкідництва, піддражнюють людину, відволікають від праці, вихоплюють з рук найнеобхідніші речі та радіють з того, що людина шукає загублене. Взимку, коли вечори довгі, а люди вільні від праці, шешачки збираються разом, влаштовують ігри, метушню. Але буває так рідко, адже шешачки в основному діють поодинці. Цілком можливо, що образ цих демонів заховався у дитячій казці-забавляльці: «Жыў сабе Шэшко і Мешко. Була ў його світка-порцянка, шапка-шкуроцянка, а паясок — матузок. Ці хароша мая казка? — Канешне хароша! — Жыў Шэшко і Мешко…». «Казка» записана на Мозирсьщині.

## Літаратура
- Беларуская міфалогія: Энцыклапедычны слоўнік / С. Санько [і інш.]; склад. І. Клімковіч. — 2-ое выданне, дапоўненае. — Мінск: Беларусь, 2006. — 500 с.: іл.

## Спасылкі
- Рідні образи. Шэшачкі[недоступне посилання з серпня 2019]
- Ілюстрації Валерія Славука на тему білоруської міфології [Архівовано 29 грудня 2017 у Wayback Machine.]\